# すたじおみりす
すたじおみりすは、かつて存在していた有限会社オーバー傘下のアダルトゲームのブランド。2002年（平成14年）4月から2005年（平成17年）4月まで、インターネットラジオ番組も配信していた。

## 概要
コンパイル出身で現在プロデューサーの紅涙妖魔（？年9月21日 - 2016年（平成28年）11月27日急逝）が中心となり設立。当初は合資会社リメインの傘下だったが、後に有限会社オーバーの傘下に。ブランドは男性向けのゲームの「すたじおみりす」と、女性向けのボーイズラブゲームを製作する「すたじおみりす TeamL⇔R」に分かれていた。Webラジオ「アケミとマリカのがっちゅみりみり放送局」を放送していたこと、発売されるソフトの修正ファイルが多いことで有名だった。2007年（平成19年）、10作目である「青空がっこのせんせい君。」をもって解散。
ジャンガリアンハムスターの名前、”みりす”をブランド名にする予定だったが、海外に同じ名前の会社があると聞いて「すたじおみりす」に変更された。

## 作品一覧

### すたじおみりす
- 2000年（平成12年）11月10日 - いただきじゃんがりあん
- 2001年（平成13年）10月19日 - 月陽炎
- 2002年（平成14年）
  - 3月1日 - 月陽炎 -千秋恋歌-
  - 8月9日 - SinsAbell 〜緋昏し空の遠く〜
- 2003年（平成15年）
  - 2月14日 - おめがねティーチャー
  - 2月21日 - うさみみデリバリーズ
  - 4月25日 - 月陽炎 DVD Edition
- 2004年（平成16年）
  - 7月16日 - まじれす!! 〜おまたせリトルウイング〜
  - 12月10日 - 鉄腕がっちゅ!
- 2005年（平成17年）8月5日 - いただきじゃんがりあんR
- 2007年（平成19年）1月26日 - 青空がっこのせんせい君。

#### すたじおみりすペレット
※ AXLと改名
- 2005年（平成17年）10月28日 - チュートリアルサマー

### すたじおみりす TeamL⇔R
- 2002年（平成14年）11月29日 - 神無ノ鳥
- 2004年（平成16年）4月2日 - 空の森 〜追憶ノ棲ム館〜